# Краш-моделювання
Краш-моделювання — це віртуальне відтворення деструктивного краш-тесту автомобіля або дорожньої системи огородження з допомогою комп'ютерного моделювання з метою перевірки рівня безпеки автомобіля і його пасажирів. Краш-моделювання використовується автовиробниками під час автоматизованого інженерного аналізу удароміцності в процесі комп'ютерного проектування нових автомобілів. Під час краш-моделювання кінетична енергія, або енергія руху, яку автомобіль має до удару, перетворюється в енергію деформації, в основному за рахунок пластичної деформації (пластичність) матеріалу кузова, в кінці удару.
Дані, отримані в результаті краш-моделювання, вказують на можливість кузова автомобіля або конструкції огородження захистити від травм водія і пасажирів під час зіткнення (а також збитих пішоходів). Важливими результатами є деформації простору пасажира (наприклад, вторгнення рульового колеса) і відчуття пасажиром прискорення (наприклад, прискорення голови), яке повинне бути меншим від порогового значення, встановленого законодавчими правилами техніки безпеки автомобіля. Для моделювання реальних краш-тестів, сучасні краш-моделювання включають в себе віртуальні моделі манекенів для краш-тестів і пристроїв пасивної безпеки (пасів безпеки, подушок безпеки, амортизаторів, приладової дошки і т. д.). Тести дорожнього огородження оцінюють потенціал транспортного засобу до гальмування і перекидання, а також можливість його проникнення через бар'єр.

## Історія
У 1970-ті роки були зроблені спроби змоделювати автокатастрофи з нелінійними пружинно-масовими системами, що вимагає вхідними даними результати фізичних деструктивних лабораторних досліджень, необхідні для визначення поведінки руйнування кожної пружинної складової модельованої системи. Симуляції «першого принципу», як більш складні скінченно-елементні моделі, потребують тільки визначення структурної геометрії й основних властивостей матеріалів (реологія сталі, скла, пластикових деталей і т. д.) вхідними даними для створення цифрової моделі.
Витоки промислового комп'ютерного моделювання автокатастрофи за «першим принципом» лежать в додатках оборонної, космічної та цивільної АЕС. На презентації моделювання випадкового падіння військового винищувача на атомну електростанцію 30 травня 1978 ЕСІ групою [Архівовано 4 червня 2022 у Wayback Machine.] на нараді, організованій  Verein Deutscher Ingenieure (VDI) в Штутгарті, автовиробники були попереджені про можливість використання цієї технології для моделювання деструктивних краш-тестів автомобілів (Хауг 1981).

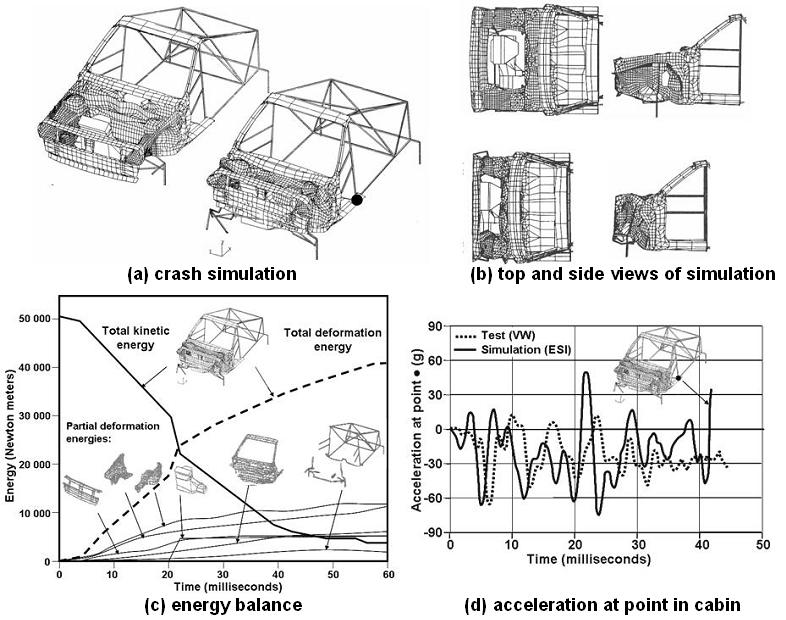
Перша успішна симуляція лобової автокатастрофи: Фольксваген Поло зіткнувся з жорстким бетонним бар'єром на швидкості 50 км/год.

Наступних років німецькі автовиробники розробили більш складні краш-моделювання, імітації руйнування окремих компонентів кузова. Ці експерименти вилилися в спільний проект науково-дослідницького співтовариства Автоклуб-технік, конгломерат всіх семи німецьких автовиробників (Ауді, БМВ, Форд, Мерседес, Опель, Порше і Фольксваген), який перевірив застосовність двох нових комерційних моделюючих програм. Ці програми відтворюють лобовий удар легкових автомобілів (Хауг, 1986). Коли час виконання програм вже не перевищував одного дня, інженери мали змогу робити ефективні та прогресивні кроки до вдосконалення поведінки аналізованої структури кузова автомобіля при його руйнуванні.

## Застосування
Краш-моделювання використовується для дослідження безпеки автомобіля і пасажирів під час впливу на передню частину конструкції автомобіля при "лобовому зіткненні", бічну частину автомобіля при "бічному ударі", задню частину конструкції автомобіля при "ударі ззаду" і конструкцію даху автомобіля при його перекиданні. Краш-моделювання можуть також використовуватися для оцінки травмування пішоходів, яких збила машина.

## Переваги
Краш-моделювання дає результати без фактичного руйнівного випробування нової моделі автомобіля. Таким чином, тести можуть бути виконані швидко та недорого на комп'ютері, що дозволяє оптимізувати конструкцію ще перед виготовленням реального прототипу автомобіля. З використанням моделювання багато проблем може бути вирішено перед здійсненням реального краш-тесту, що дозволяє заощадити час та гроші. Велика гнучкість друкованої продукції і графічний дисплей дозволяють дизайнерам вирішити деякі проблеми, які було б майже неможливо вирішити без допомоги комп'ютера.

## Аналіз
Часто при краш-моделюванні використовують метод скінченних елементів. Цей відомий метод широко використовується при математичному моделюванні у багатьох провідних університетах світу, в тому числі і на факультеті прикладної математики та інформатики ЛНУ ім. Івана Франка. Складні проблеми вирішуються шляхом ділення поверхні на велику але все ж скінченну кількість елементів і визначення руху цих елементів протягом дуже малих проміжків часу. Інший підхід до краш-моделювання здійснюється шляхом застосування методу макроелементів. Різниця між двома зазначеними вище методологіями полягає в тому, що структура у випадку методу макроелементів складається з меншої кількості елементів. Алгоритм розрахунку деформації структури базується на експериментальних даних, а не розраховується з диференціальних рівнянь.
Pam-Crash розпочав краш-моделювання, і разом з LS-DYNA утворює програмний пакет, який широко використовується для застосування методу скінченних елементів. Цей метод дозволяє здійснювати детальне моделювання конструкції, але його недолік полягає у високих вимогах до обсягу та часу обчислень. 
Visual Crash Studio використовує методологію макроелементів. У порівнянні з МСЕ вона має певні обмеження у моделюванні та крайових умовах, але її застосування не вимагає надпотужних комп'ютерів і час обчислень є набагато меншим. Два наведені методи доповнюють один одного. Метод макроелементів корисний на початковому етапі процесу проектування, в той час як метод скінченних елементів ефективний на завершальних стадіях.

### Структурний аналіз
При стандартному краш-моделюванні структура конструкції автомобіля аналізується за допомогою просторової  дискретизації, тобто неперервний рух конструкції в реальному часі розбивається на малі зміни положення автомобіля протягом невеликих дискретних проміжків часу. Дискретизація передбачає поділ поверхні, складеної з тонких листово-металевих деталей, на велику кількість (близько одного мільйона в 2006 році) чотирикутних або трикутних областей, кожна з яких охоплює простір між "вузлами", до яких закріплені її кути. Кожен елемент має масу, яка розподіляється як зосереджені маси і моменти інерції мас на його з'єднувальних вузлах. Кожен вузол має 6 кінематичних ступенів вільності, тобто один вузол може рухатися в трьох лінійних напрямках і може обертатися навколо трьох незалежних осей. Просторові координати (х), переміщення (u), швидкості (v) і прискорення (a) кожного вузла в основному виражаються в тривимірній прямокутній декартовій системі координат з осями X,Y і Z.
Якщо вузли рухаються при краш-моделюванні, то з'єднані елементи зміщуються, розтягуються і згинаються разом із вузлами, що спричиняє додавання сил і моментів у вузлових з'єднаннях. Сили і моменти у вузлах відповідають силам і моментам інерції, викликаним їхніми поступальними (лінійними) і кутовими прискореннями, силам і моментам опору конструкційних матеріалів з'єднаних елементів, оскільки вони деформуються. Іноді застосовуються  додаткові зовнішні навантаження на конструкцію, такі як гравітаційні навантаження від власної маси частин, або додаткові навантаження від зовнішніх мас.
Сили і моменти на всіх вузлах збираються у вектор-стовпці (чи матриці-стовпці), і залежні від часу рівняння руху (в динамічній рівновазі) можуть бути записані наступним чином.
{\displaystyle \mathbf {Ma} =\mathbf {F} _{ext}-\mathbf {F} _{int}}
де вектор {\displaystyle \mathbf {Ma} } (вектор маси, помноженої на прискорення) збирає сили інерції у вузлах, {\displaystyle \mathbf {F} _{ext}} збирає зовнішні навантаження у вузлах, а {\displaystyle \mathbf {F} _{int}}  збирає внутрішні сили опору від деформації матеріалу. М є діагональною матрицею вузлових мас. Кожен вектор (u, v, a, F, і т. д.) має розмірність в 6 разів більшу від загальної кількості вузлів у краш-моделі (близько 6 мільйонів "ступенів вільності" для кожного 1 мільйона "вузлів" в 3-D тонких оболонкових моделях скінченних елементів). 

### Часовий аналіз
Краш-моделювання використовує також дискретизацію часу для розділення безперервних змін у часі на дуже малі сегменти. Динамічні рівняння руху зберігаються протягом усього моделювання і мають бути інтегровані по часу t, починаючи від початкового маменту часу, який є незадовго до аварії. Відповідно до явного методу інтеграції з обмеженою різницею, який використовують більшість краш-кодів, прискорення, швидкість і переміщення тіла пов'язані такими рівняннями.
{\displaystyle \mathbf {a} _{n}=\mathbf {M} ^{-1}(\mathbf {F} _{ext}-\mathbf {F} _{int})_{n}}
{\displaystyle \mathbf {v} _{n+1/2}=\mathbf {v} _{n-1/2}+\mathbf {a} _{n}\Delta t_{n}}
{\displaystyle \mathbf {u} _{n+1}=\mathbf {u} _{n}+\mathbf {v} _{n+1/2}\Delta t_{n+1/2}}
У цих рівняннях індекси n±1/2, n, n+1 позначають минулий, теперішній і майбутній часи t на половинному та цілому інтервалах часу з кроками {\displaystyle \Delta t_{n}} і {\displaystyle \Delta t_{n+1/2}} відповідно.

### Розв'язок
Наведена система лінійних рівнянь розв'язується для прискорення  {\displaystyle \mathbf {a} _{n}}, швидкості {\displaystyle \mathbf {v} _{n+1/2}}  і переміщень {\displaystyle \mathbf {u} _{n+1}} в кожний момент часу t протягом краш-моделювання. Цей розв'язок є тривіальним, оскільки матриця мас є діагональною. Обчислювальний час пропорційний до кількості скінченних елементів і кількості часових кроків розв'язку. Стійкий часовий крок {\displaystyle \Delta t} є обмеженим для чисельної стійкості, що виражається умовою Куранта — Фрідріхса — Леві (КФЛ), яка свідчить, що "в будь-якому процесі комп'ютерного моделювання, що проходить в часі, часовий крок повинен бути меншим, ніж час для здійснення деяких суттєвих дій, і, бажано, значно меншим." У краш-моделюванні найшвидшими значущими діями є акустичні сигнали, які подорожують всередині конструкційного матеріалу.
Швидкість напруження суцільної еластичної хвилі дорівнює
{\displaystyle c={\sqrt {E_{0}/\rho }}}
де {\displaystyle E_{0}} - початковий модуль пружності матеріалу (до пластичної деформації), {\displaystyle \rho } - густина. Найбільший стабільний часовий крок для даного матеріалу дорівнює
{\displaystyle \Delta t=d_{min}{\sqrt {\rho /E_{0}}}},
де {\displaystyle d_{min}} - найменша відстань між будь-якими двома вузлами чисельного моделювання аварії.
Оскільки ця відстань може змінюватися в ході моделювання, то стабільний часовий крок змінюється і повинен постійно оновлюватися по мірі надходження розв'язку. При використанні сталі, типове значення стабільного часового кроку становить приблизно одну мікросекунду, коли найменша відстань між вузлами скінченних елементів становить близько 5 міліметрів. Потім потрібно більше 100 000 часових інтервалів для вирішення краш-події, яка триває одну десяту секунди. Ця цифра перевищена у багатьох моделях промислової катастрофи, що вимагають оптимізованих аварійних розв'язувачів із високопродуктивними обчислювальними характеристиками (HPC-системи), такими як векторизація та паралельні обчислення.